# Naumkeag (Anwesen)
Naumkeag ist der Name eines 48 Acres (19,4 ha) großen, ehemaligen Anwesens des New Yorker Anwalts Joseph Hodges Choate. Es befindet sich in den Berkshire Mountains auf dem Gebiet der Stadt Stockbridge im Bundesstaat Massachusetts der Vereinigten Staaten und wird von der Organisation The Trustees of Reservations verwaltet.

## Geschichte

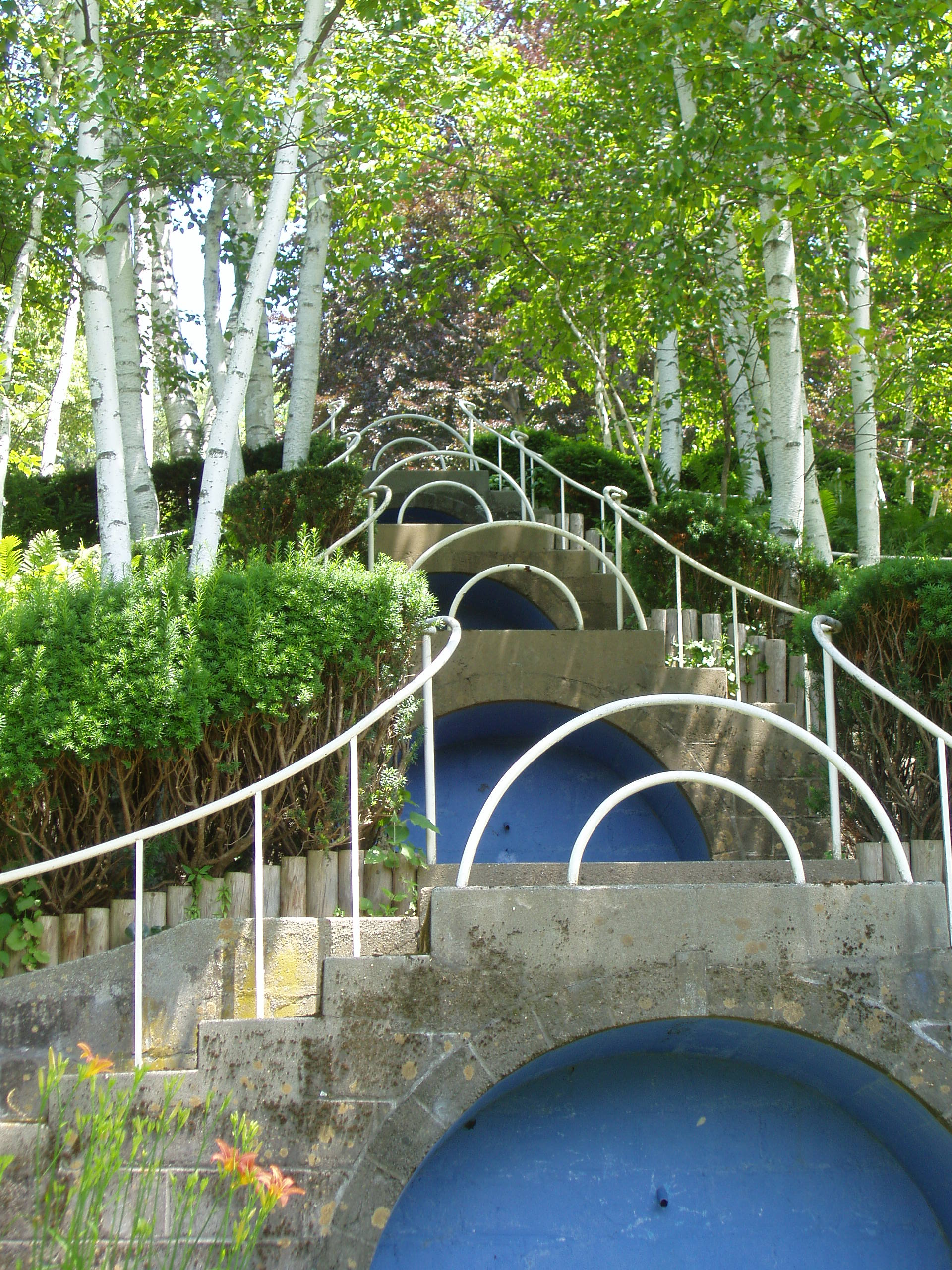
Die berühmten Blauen Stufen auf dem Anwesen

Joseph und Caroline Choate hatten bereits in den 1870er Jahren jeden Sommer in Stockbridge verbracht und entschlossen sich daher, in der Nähe ein eigenes Haus zu errichten. 1884 bat Choate seinen Freund Charles McKim vom Architekturbüro McKim, Mead, and White um die Planung und Ausführung, die allerdings in wesentlichen Teilen Stanford White übernahm. Die Architekten errichteten Choate ein großzügiges Sommerhaus mit 44 Zimmern und einzigartiger Aussicht auf das Tal des Housatonic River.
Das Gebäude wurde in der Epoche des Gilded Age errichtet, in der unter anderem auch Andrew Carnegie und Cornelius Vanderbilt den Grundstein für ihr Vermögen legten. Großzügige Landhäuser im europäischen Stil zählten in dieser Zeit zu wichtigen Statussymbolen. Naumkeag bildete insofern eine Besonderheit, als dass das Gebäude von der Eigentümerfamilie nicht – wie die meisten anderen Sommerresidenzen – nur sechs Wochen pro Jahr, sondern durchgehend von April bis November bewohnt wurde.
Naumkeag war der indianische Name für Choates Geburtsstadt Salem, weshalb er diese Bezeichnung auch für sein Sommerhaus wählte. Er besaß einen Abschluss der Harvard Law School, erlangte in New York schnell Ansehen und führte unter anderem auch Verhandlungen vor dem United States Supreme Court. 1899 wurde er vom damaligen Präsidenten der Vereinigten Staaten William McKinley zum Botschafter der USA in Großbritannien ernannt. Seine Frau Caroline war Mitbegründerin des Barnard College.

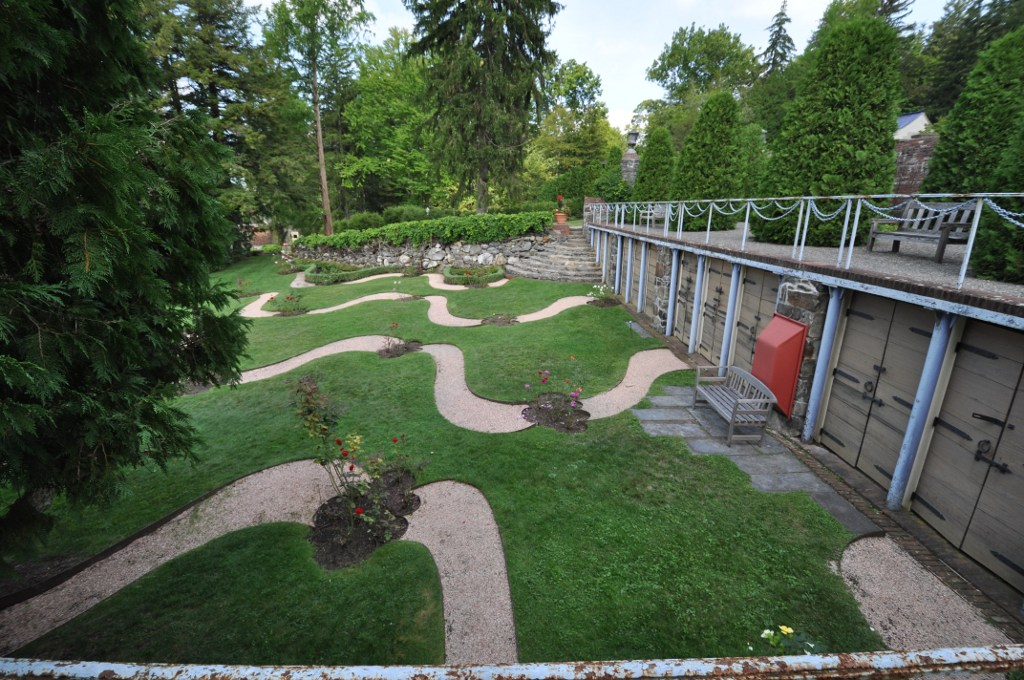
Der Rosengarten von Naumkeag

Ihre gemeinsame Tochter Mabel erbte Naumkeag im Jahr 1929 und arbeitete in den folgenden drei Jahrzehnten gemeinsam mit dem Landschaftsarchitekten Fletcher Steele am Aufbau der Gartenanlagen, für die das Anwesen heute noch berühmt ist. Besonders erwähnenswert sind die weltweit bekannten Blauen Stufen. Mabel vererbte das gesamte Grundstück mit allen darauf befindlichen Gegenständen – inklusive im Haus vorhandener Möbel und Kunstwerke – 1958 an die Trustees of Reservations zur Konservierung und Denkmalpflege. Seit der Eröffnung des Schutzgebiets im Jahr 1959 ist es ein beliebtes Ausflugsziel für jährlich etwa 11.000 Touristen und Einheimische. 1985 wurde den Trustees ein Nachbargrundstück geschenkt, um das das Schutzgebiet erweitert wurde.
Von Ende 2013 bis zur Saisoneröffnung 2014 wurde das Anwesen umfassend restauriert.